# ديفيد ووكر (مجدف)
ديفيد ووكر (بالإنجليزية: David Walker)‏ هو مجدف بريطاني، ولد في 10 يونيو 1932.

## وصلات خارجية
- ديفيد ووكر على موقع الاتحاد الدولي للتجديف (الإنجليزية)
- ديفيد ووكر على موقع أوليمبيديا (الإنجليزية)
- ديفيد ووكر على موقع اللجنة الأولمبية البريطانية (الإنجليزية)